# 矢野健夫
矢野 健夫（やの たてお、1952年1月3日 - 、高知県生まれ ）は、日本のカメラマン。
株式会社バードアイズ代表取締役。

## 略歴
2001年に世界で初めてモーターパラグライダーとハイビジョンカメラ（HDCAM）を使って、超低空飛行撮影という全く新しい映像世界を創り出した第一人者。振動やブレによる不快な揺れをなくし、自分が飛んでいるかのような不思議な浮遊感と飛行感覚を実写で感じられる映像を写し出す。またそのような映像は『YANO shot』と呼ばれ高く評価されている。
2005年 - 自身が撮影したNHK「赤い翼～シルクロードを飛ぶ～」が放送される。
2006年10月 - 日本ハング・パラグライディング連盟のMPGパイロット資格を取得。
2006年 - テレビ朝日「報道ステーション」の「シリーズ 感動絶景！」コーナーで一躍注目をあび著名となる。

## 主な作品
- 琵琶湖を飛ぶ 1996年
- Virtual trip モーターパラグライダー空撮[3]
沖縄八重山諸島 西表島・竹富島
（ポニーキャニオン、2001年）<DVD>
- <DVD>赤い翼[4]
シルクロードを飛ぶ（NHKエンタープライズ）
2005年1月NHK BS-hiにて放送、2月10日NHK総合にて「NHKスペシャル」版を放送
- <DVD>報道ステーション[5]
矢野健夫 感動絶景シリーズ 第1弾 知床編
発売元：テレビ朝日
販売元：ポニーキャニオン
- <DVD>報道ステーション[5]
矢野健夫 感動絶景シリーズ 第2弾 京都編
発売元：テレビ朝日
販売元：ポニーキャニオン
- 中島哲也監督「嫌われ松子の一生」
- 徐克(ツイ・ハーク)監督新作『深海尋人・MISSING』[6] (DVD-PAL)

## 主な撮影番組
- 新シルクロード（NHK）
- 報道ステーションのコーナー「シリーズ 感動絶景!」（テレビ朝日）
- リアル体感！？まさかの世界～アバターの冒険！～ （2010年7月21日、テレビ東京）
- LIFE〜夢のカタチ〜 中之島を飛ぶ（朝日放送）[7]
- 3D★3D（サンデー・サンデー）「バード・アイ・トリップ」（BSフジ)[8]
- 大河ドラマ龍馬伝のタイトルバック（NHK）
- 小笠原 いのちの森と海（NHK）
- みんなのうた「歌声は風にのって」（NHK）[9]

## 主なCM
- Hi-Vision Quality~妥協ない映像（SONY）
- 「空の眼」編（大和ハウス工業）
- AIR WAVE（HONDA)
- 日本ナショナル・トラスト協会（ACジャパン）
- 輝きはじめた日本（博物館明治村）

## 主な出演番組
- たけしのニッポンのミカタ！（テレビ東京）
- 日本くぎづけ大学（フジテレビ）

ほか多数